# Taruna Dal
Le Taruna Dal ou Tarna Dal était une des deux divisions de l'armée sikhe créée au XVIIIe siècle et regroupée sous le nom de Dal Khalsa. Dal veut dire : armée, et, taruna: jeune. Le Taruna Dal était l'armée des jeunes; le Buddha Dal, celle des plus agés. Cette dernière avait pour objectif de garder des lieux d'importance, alors que le Taruna Dal se déplaçait rapidement pour être une force d'attaque. Taruna Dal était divisé en cinq jathas ou groupes de combat, comprenant chacun entre 1 300 et 2 000 soldats. En fait, ces deux armées ont été fondés à partir de groupes armées sikhs qui luttaient contre les pilleurs et les envahisseurs et ce à l'époque où le moghol Zakariya Khan sévissait sur le sous-continent indien. Après 1748, les deux armées ont connu une refonte et désormais six misls composaient le Taruna Dal. À la fin du XVIIIe siècle, certains de ces misls se sont installés dans différentes villes et ont formé des forces libératrices et aidant le peuple face à diverses tyrannies; une faction par exemple avait la responsabilité de 204 villages.